# Feliks Suk
Feliks Suk, slovenski pedagog, rimskokatoliški duhovnik in teolog, * 30. december 1845, Zgornji Petelinjek pri Blagovici, † 8. april 1915, Zagreb.
Suk je bil rektor Univerze v Zagrebu v študijskem letu 1882/83 in profesor moralne teologije na Katoliški teološki fakulteti.

## Šolanje
Oče mu je bil cestninarski asistent Jožef, mati mu je bila Helena (rojena Pavlič). Osnovno šolo je obiskoval v Blagovici. Leta 1863 je maturiral v Ljubljani, v duhovnika je bil posvečen v Innsbrucku leta 1868, doktor teologije je postal v letu 1870.